# Rekin i Lava: Przygoda w 3D
Rekin i Lava: Przygoda w 3D (ang. The Adventures of Sharkboy and Lavagirl 3-D) – amerykański film familijny zrealizowany w anaglifowej technologii 3D. Reżyserem, scenarzystą, producentem, operatorem, kompozytorem i montażystą filmu jest Robert Rodriguez.

## Obsada
- Taylor Lautner – Rekin
- Taylor Dooley – Lava
- Cayden Boyd – Max
- George Lopez – pan Electrisidad / Pan Elektryk / Tobor / Różne role
- David Arquette – Tata Maksa
- Kristin Davis – Mama Maksa
- Jacob Davich – Linus / Minus
- Sasha Pieterse – Marissa / Księżniczka Lodu

i inni

## Wersja polska
Opracowanie wersji polskiej: Start International Polska

Reżyseria: Elżbieta Kopocińska-Bednarek

Dialogi polskie: Piotr Radziwiłowicz

W wersji polskiej udział wzięli:
- Marek Molak – Rekin
- Joanna Jabłczyńska – Lava
- Filip Radkiewicz – Max
- Dariusz Kowalski – Pan Electricidad
- Robert Tondera – Jeden z rekinów
- Kajetan Lewandowski – Kolega Minusa
- Janusz Wituch

i inni

## Soundtrack
- „Dream, Dream, Dream, Dream (Dream, Dream)”

Tekst: Robert Rodriguez

Wykonanie: Rekin i Lava

Śpiew: Taylor Lautner
- „Sharkboy & Lavagirl”

Muzyka: Robert Rodriguez

Tekst: Robert Rodriguez

Wykonanie: Lava

Śpiew: Ariel Abshire
- „The La La’s Song”

Tekst i wykonanie: Nicole Weinstein